# 莫大勋
莫大勋（?—?），字鲁岩，江南宜兴人。清朝政治人物。

## 生平
顺治十八年進士二甲第二十名。康熙八年三月二十四日任浙江嘉善縣知縣，实行“平役均赋、实行官收官兑法”，史稱“群然有卓鲁之目”。康熙八年十月，“造仓厅，每里一钱五分，二百四十里共银三百零六两。”康熙十四年八月莫大勋之子游大云寺，被殴伤。康熙十五年二月十二日，回到宜兴。选擢给事中。康熙二十六年入邑名宦祠，與杨继宗、喻良、庞尚鹏合祀，定名“四贤祠”，督学周煌作《四贤祠碑记》。